# Uatu (Marvel Comics)
Uatu (/wɑːtü/), a menudo conocido simplemente como El Vigilante, es un personaje de ficción que aparece en los cómics estadounidenses publicados por Marvel Comics. Acreditado en Stan Lee y Jack Kirby, apareció por primera vez en The Fantastic Four # 13 (abril de 1963). Es miembro de los Vigilantes, una especie extraterrestre que en el pasado distante se estacionó en el espacio para monitorear las actividades de otras especies. Uatu es el Vigilante asignado para observar la Tierra y su Sistema solar.
El personaje se ha adaptado a otros medios, como videojuegos, juguetes y televisión. Jeffrey Wright interpreta a Uatu en la serie animada Marvel Cinematic Universe ¿Qué pasaría si...? de Disney+, que se estrenó a mediados de 2021.

## Historial de publicación
El personaje apareció por primera vez sin nombre en Fantastic Four # 13 (abril de 1963) y reapareció periódicamente en ese título. Luego protagonizó "Tales of the Watcher", una función de respaldo que se ejecutó en Tales of Suspense # 49-58 (enero de 1964 a octubre de 1965), Silver Surfer # 1-7 (agosto de 1968 a agosto de 1969) y Marvel Super-Heroes # 23 (noviembre de 1969). Su origen se reveló en Tales of Suspense # 52-53 (abril-mayo de 1964), y su nombre se reveló en Capitán Marvel vol 1 # 39 (julio de 1975).
El personaje ha hecho muchas apariciones en el Universo Marvel desde su debut, incluyendo Uncanny X-Men, Hulk, Silver Surfer, Quasar,,The New Avengers, y Marvel Point One. Actúa como el narrador en el título de Marvel, What If.
En la trama de "Original Sin" de 2014, el personaje es asesinado, lo que provocó la caza de su asesino. La miniserie principal de esa historia está escrita por Jason Aaron e ilustrada por Mike Deodato.

## Biografía ficticia
Los Vigilantes se encuentran entre los seres más antiguos y avanzados del cosmos. Hace eones, buscaron difundir sus conocimientos para beneficiar a las razas menores del Universo. Su primer intento, en el planeta Prosilicus, incluyó compartir tecnología nuclear. Cuando los Vigilantes regresaron a Prosilicus, encontraron que los nativos se habían destruido a sí mismos en una guerra nuclear. Los Vigilantes se culparon por la catástrofe y prometieron no volver a inmiscuirse en los asuntos de otras razas. En cambio, observan y registran pasivamente los eventos para aquellos que vendrán después de que termine el universo.
Uatu es el Vigilante asignado para vigilar la Tierra desde su casa en el Área Azul de la Luna. Es un altruista y ha hecho o violado su juramento en numerosas ocasiones para ayudar a la humanidad. Se reveló a los Cuatro Fantásticos cuando descubrieron su hogar, diciéndoles que dejaría la Luna para observar a la humanidad desde un área más distante. Procedió a violar su juramento varias veces más para ayudar a los Cuatro Fantásticos. Su transgresión más notable fue en Fantastic Four # 48, en la que intentó, y fracasó, evitar que Silver Surfer trajera a Galactus, el devorador de planetas a la Tierra. Por su continuo desprecio por la misión de los Vigilantes, Uatu fue procesado por los Vigilantes. Se le encuentra culpable, pero es liberado por su propio reconocimiento.
Cuando los Shi'ar intentan procesar a Mister Fantástico por salvar la vida de Galactus, Uatu es su abogado y recibe ayuda de Odin, Eternidad e incluso Galactus para explicar que Galactus es parte del equilibrio del universo. Uatu es removido de su deber como Vigilante de la Tierra, pero regresa para observar el mundo que tanto le ha gustado. Durante el especial GLX-Mas, Uatu aparece en Wisconsin, después de que Chica Ardilla y su compañero Monkey Joe derrotaran a Thanos. Él confirma que Thanos que ella derrotó era real, no un clon o una copia. Uatu está presente cuando el Sueño Celestial se despierta, pero él se aleja, no dispuesto a mirar. Después de escanearlo, Sueño Celestial revela que Uatu ha roto su pacto de no interferencia casi 400 veces.
Más tarde, Uatu llegó al Valle de la Muerte para ver la batalla entre Hulk y Red Hulk, solo para ser emboscado y eliminado por Red Hulk. Al sentir el Agujero Rojo de Dargala a punto de hacer un nuevo Omegex, Uatu se aseguró de que su próximo objetivo fuera Red Hulk con la esperanza de que Red Hulk pudiera derrotarlo. Desde estos eventos, Uatu se ha limitado a aparecer para observar eventos particularmente cósmicos en el Universo Marvel, como visitar a los héroes antes de la votación sobre la Ley de registro sobrehumano, la batalla final de "La historia de Secret Invasion, y la adquisición por parte de Capucha de las Gemas del Infinito, reflejan durante estas apariencias que no puede hacer nada más o que puede ser sacado de la Tierra por completo. 
Uatu más tarde visitó a Red Hulk cuando estaba en un asteroide ayudando a Thor a cerrar un agujero negro. Le dice a Red Hulk de su inminente condena, pero no puede describirlo debido a la promesa de los Vigilantes de no interferir. Uatu luego observó a Red Hulk fallar al saltar sobre otros asteroides hasta que fue rescatado por Thor. Uatu abandonó temporalmente su puesto para viajar al Agujero Rojo de Dargala. Su ausencia fue notada por los otros Vigilantes que enviaron al Vigilante Uravo a buscarlo. Después de no poder encontrarlo, Uravo le informó a Yruku y a los otros Vigilantes que él cree que Uatu se ha desquiciado desde que Red Hulk atacó y absorbió algunos de sus poderes. Cuando Uravo finalmente alcanzó a Uatu en el agujero rojo de Dargala, Uatu le dice a Uravo que no deberían haberse unido. Fueron testigos de cómo Omegex emergía del agujero rojo de Dargala cuando se dirigía hacia la Tierra para apuntar a Red Hulk. Uatu y Uravo más tarde siguieron el rastro de Omegex a medida que se acerca a la Tierra.
Durante la historia de  Fear Itself, Uatu apareció junto a Odin mientras Thor ayuda a los Vengadores. Consciente de que Uatu está allí para presenciar el surgimiento de Skadi, la hija de la Serpiente, Odín llamó a Uatu un "bebé mudo titánico demasiado tonto para ser de utilidad". Uatu más tarde se fue mientras Odin seguía alardeando de sí mismo. Uatu más tarde vio pelea de Red Hulk con Omegex. Al darse cuenta de Uatu, Red Hulk le grita que finalmente consiguió su cierre. Cuando Red Hulk regresó a Thunderbolt Ross, Uatu observa cómo Omegex dejó de existir al no poder encontrar a Red Hulk. Más tarde, Iron Man se encontró con Uatu a su regreso del espacio cuando Uatu le muestra el cadáver del Tribunal Viviente en la Luna. Con la esperanza de procrear, Uatu comenzó a ver a la Vigilante Ulana que se mudó con él. Después de un tiempo no revelado, Ulana quedó embarazada.

### Pecado Original y Muerte
La historia del "Pecado Original" de 2014 revela que el padre de Uatu fue el Vigilante que originalmente proporcionó tecnología nuclear a los prosilicanos, y que la observación de Uatu de universos paralelos está motivada por el deseo de encontrar el único mundo donde se demostró que el acto de caridad de su padre era lo correcto a hacer. Al principio de la historia, Uatu es asesinado, y sus ojos son arrancados, lo que hace que los Vengadores y sus aliados busquen a su asesino. Se descubrió que Uatu fue asesinado por balas gigantes irradiadas con rayos gamma, al igual que varios monstruos gigantes variados descubiertos por la investigación de los Vengadores en el espacio exterior, debajo de la superficie de la Tierra y en otras dimensiones. Nick Fury finalmente revela que ha pasado décadas en una misión secreta de un solo hombre para confrontar y matar por sí solo a seres extraterrestres, subterráneos y extradimensionales que amenazan la Tierra, y que, con la Fórmula Infinita agotada de su cuerpo, ha experimentado un rápido envejecimiento y desea que uno de los investigadores sobrehumanos que lo han confrontado tome su lugar antes de su inminente muerte. Se muestra en flashback que, semanas antes de la muerte de Uatu, vino a presenciar a Fury cuando su Fórmula Infinita comenzó a fallar, con flashbacks posteriores que revelaron que el Orb, el Dr. Midas y el Exterminatrix atacaron a Uatu y tomaron uno de sus ojos, aunque Uatu sobrevivió a la lesión que recibió de Orbe. Furia llegó poco después de hablar con Uatu, pero Uatu se negó a identificar a su atacante y compartir la ubicación de su ojo perdido debido a que arriesga su juramento. Cuando Uatu comenzó a reunir su poder para un ataque aparente, Furia lo mató en defensa propia, tomando el otro ojo al darse cuenta de que Uatu "registra" todo lo que mira en sus ojos. Después de una pelea con Orb que hizo estallar la casa de Uatu, Fury posteriormente hereda el poder y la posición de Uatu después de usar el poder de uno de los ojos de Uatu para matar al Doctor Midas y se conoce como "El Oculto", encadenado y viendo los eventos que se desarrollan en la Tierra, mientras que Orbe se fusiona con el otro ojo de Uatu, que aparece en su pecho. Desde la distancia, una Ulana con ojos llorosos se despidió de Uatu a pesar de que su cuerpo no ha sido encontrado.

### Renacimiento
A raíz de la historia de "Empyre", el Invisible usa sus poderes para llevarle las armas de los Cotati para que pueda aprender cómo una raza pacifista como los Cotati las había ganado. Una vez que comenzó a analizarlos, el Invisible se da cuenta de que las armas fueron creadas por la Primera Raza y se ve abrumado por la energía cuando el Uatu tuerto vuelve a la vida. Cuando el Invisible pregunta cómo ha vuelto de entre los muertos y al menos para decir algo, todo lo que Uatu dice es "Habrá ... un ajuste de cuentas".
Mientras reconstruye su casa, Uatu se entera de cómo Nick Fury se volvió invisible al acceder a la Cyclopedia Universum. Reveló que tres de los hermanos y hermanas de Uatu rompieron su voto de no interferencia al juzgar a Nick Fury y fusionar lo que queda de Uatu con Nick Fury. Después de ver algunas de las cosas buenas que hizo Unseen y las armas utilizadas por los Cotati que hicieron que Uatu reviviera, afirma que la tecnología no pertenecía a los Cotati. Si bien no puede conmutar la sentencia de Nick Fury, lo libera de su castigo al quitarle las cadenas, ya que necesita un operativo para hacer el trabajo y convierte a Nick Fury en su heraldo. Se acerca la primera guerra y Uatu afirma que todo y todos están en peligro cuando Nick Fury acepta su oferta de ayudarlo.

## Poderes y habilidades
Como miembro de la raza de los Vigilantes, Uatu posee vastas habilidades psiónicas que se han desarrollado aún más a través de la capacitación. Estas habilidades incluyen vuelo, telepatía, poderes de manipulación de energía, proyección de campo de fuerza de negación de poder, lanzamiento de ilusión, la capacidad de alterar psiónicamente su apariencia a voluntad, y sentidos cósmicos muy avanzados que le permiten estar al tanto de innumerables eventos de la Tierra. Su inteligencia sobrehumanamente compleja le permite monitorear las actividades en todo el sistema solar de la Tierra simultáneamente. Uatu puede convertir su cuerpo en una forma desconocida de energía mientras conserva su sensibilidad para viajar a través del hiperespacio y luego volver a su forma física. Reforzado por el tratamiento con "rayos delta", Uatu posee una inmortalidad virtual, aunque puede morir al perder la voluntad de vivir. y en una publicación él dice que puede enviar a alguien al Limbo.
Los Vigilantes pueden aumentar su fuerza con energía psiónica cósmica si así lo desean; Sin embargo, tienden a minimizar sus actividades físicas. La edición de 1985 del Manual Oficial del Universo Marvel comparó la escala de poder de Uatu con la de Galactus, Extraño, Odín, y Zeus.
Uatu recibió una educación muy extensa en su juventud en su mundo natal. Se ha dedicado al estudio del sistema solar de la Tierra y sus seres sensibles durante millones de años. Su hogar en el Área Azul de la Luna contiene una enorme variedad de armas, artefactos y tecnología creados por varias razas alienígenas de todo el universo.
Uatu también estudia las Tierras de realidades alternativas. Con el permiso de los cronometradores, posee un portal a través del cual puede observar realidades alternativas. Él ha adquirido un conocimiento extraordinario de la historia de los seres sintientes en la Tierra "convencional" y en las numerosas Tierras alternativas.

## Otras versiones
- En el universo alternativo de la miniserie de la Tierra X de 1999, Uatu se presenta como un manipulador nihilista y frío que no siente empatía por la gente de la Tierra a quien observa. Esto se debe en parte al hecho de que ha sido cegado por un terrícola, Black Bolt, y en parte porque el planeta que está observando no es más que el capullo primitivo de un celestial nonato, y los humanos que lo habitan son meros "anticuerpos", una Línea de defensa natural para amenazas constantes. Además, Uatu (que observa los eventos en la Tierra desde una base en la luna) es la inspiración original del dios de la luna egipcio Khonshu.
- La miniserie de 2003 Marvel 1602 revela que, aunque The Fantastic Four # 13 fue la primera vez que rompió su juramento, la aparición anómala de los superhéroes de Marvel hace más de 300 años, especulada por Uatu como el resultado del universo que intenta crear los medios. para salvarse de una anomalía temporal, lo obligó a hacer un fuerte juramento al comunicarse con la versión 1602 de Doctor Strange antes de la muerte de este último. El acuerdo de Uatu con Strange evitó que Strange le dijera a nadie más sobre el peligro al que se enfrentaba el mundo mientras él vivía, al tiempo que le permitía comunicar ese conocimiento a otros después de la desaparición de su cuerpo físico. Como resultado, debe mantener un Universo de bolsillo que contiene el mundo 1602 en su interior. La Mente dominante de los Vigilantes señala que, por más que se avergüenzan de él, están orgullosos de él por salvar el multiverso.[42]
- Al final de la historia principal en cada edición de la miniserie Marvel Apes de 2008, se puede ver una versión de gorila del Vigilante contando historias del pasado y tratando de llegar a una historia de la "Era de Marvel Apes". En el número 2, se emborracha después de beber un "Ultimate Nullifier", que según él es como un martini, solo mezclado con "Kirby Dots". En su estado de embriaguez, se queja de lo aburrido que es verlo todo todo el tiempo. También revela que está encaprichado con la versión simia de la Avispa. En su discurso de borrachera, va tan lejos como para preguntar al lector si "quieren entender", luego, al darse cuenta de lo que ha dicho, se disculpa y trata de explicarse. Por lo general, cuenta historias que lo entretienen, como la historia de los hombres rata vaquera gigante y los monos vaqueros homosexuales, o la historia de cómo Odín sentenció al Thorangutang a aprender humildad al convertirse en un médico en la alegre y rica ciudad de Manhattan.
- En la miniserie Marvel Zombies Return de 2009, una versión de Uatu es testigo de la llegada de Zombi Spider-Man a su universo. Después de sentirse horrorizado por la naturaleza de la infección, decide viajar a otros universos para advertir a otros de la infección, pero el Hombre Gigante zombi aparece y muerde la cabeza de Uatu, planeando usar su comunicador para atravesar el multiverso y saciar su hambre.[43] Al final de la serie, Uatu regresa, declarando que era pura energía, y por lo tanto no pudo ser infectado por el virus. Con Giant-Man incapaz de dominar su tecnología antes de que Spider-Man encontrara un medio para destruir a la mayoría de los zombis, Uatu luego procede a atrapar al último zombi, el Centinela, en una paradoja de bucle temporal, enviándolo de regreso a la Tierra. 2149, comenzando toda la Saga Marvel Zombies desde el principio y manteniendo la infección zombi contenida en estas dos realidades para que se "devore". Finalmente felicitó al Hombre de Arena por su ayuda; Flint Marko había destruido a todos los demás zombis móviles al dispersar una cura de nanita diseñada por Spider-Man.[44]
- En el universo alternativo de MC-2, Uatu hizo varias apariciones con respecto a sus dos últimas miniseries, Last Hero Standing y Last Planet Standing. En el primero, relató brevemente la historia del MC-Universo; en este último, murió mientras se interponía en el camino de Galactus y su heraldo.
- En la realidad vista en la miniserie Powerless de 2004, la realidad se invierte y se cuenta desde el punto de vista del psiquiatra William Watts, quien al final se revela como la versión Powerless de Uatu. Watts se encuentra con versiones sin motor de Spider-Man, Wolverine y Daredevil, que enfrentan problemas similares a sus contrapartes superpoderes de la Tierra-616. Al igual que en la Tierra-616, Uatu descubre que no puede permanecer distante y ver cómo se arruinan las vidas de sus pacientes, y trata de acudir en su ayuda,[45] pero, al igual que su encarnación original, nunca actúa directamente, sino que inspira y guía a los héroes. Incluso observa la ciudad con un telescopio, antes de la última revelación del panel de que él es Uatu.
- La versión Ultimate Marvel de Uatu no es una persona, sino una computadora alienígena altamente avanzada que observa todo. Ultimate Vigilante se parece a una especie de tótem de piedra con un ojo rojo brillante. Es capaz de manifestarse en muchos lugares a la vez. Ha estado observando la Tierra durante algún tiempo y estuvo presente cuando el Capitán América recibió sus poderes.[46] Sin embargo, parece que hay más de un Vigilante en el universo Ultimate, porque en Ultimate X-Men # 96, Jean Grey intenta encontrar el cielo para resucitar a su padre, solo para ser detenido por un Silver Surfer que está estacionado en Frente a miles de vigilantes en una colonia de colmenas.[47]
- En la historia de los cómics Scarlet Traces: The Great Game, aparece en un dibujo de una cueva en Marte como uno de los habitantes originales de la Luna, junto con los Selenitas de Los primeros hombres en la Luna.

## En otros medios

### Televisión
- Uatu hizo dos apariciones en Fantastic Four, con la voz de Paul Frees.[48][49]
- Uatu el Vigilante apareció en el segmento "The Incredible Hulk" de la serie animada The Marvel Super Heroes.
- Uatu hizo un cameo en el episodio de X-Men "The Dark Phoenix Saga (Parte 3): The Dark Phoenix".
- Uatu hizo una aparición en Fantastic Four, con la voz de Alan Oppenheimer.[48]
- Uatu hizo apariciones en Silver Surfer, con la voz de Dennis Akayama en su primera aparición, y Colin Fox en su segunda aparición.[48]
- Uatu aparece en los episodios de The Super Hero Squad Show, "Tiembla ante el poder de ... MODOK" y "This Al Dente Earth", con la voz de Dave Boat.[48][50]
- Uatu el Vigilante aparece en el episodio de Robot Chicken "Tapping a Hero", con la voz de Tom Root. En el segmento de "Superheroes Tonight", Uatu es arrestado por "ver" a las chicas en un vestuario de la YWCA.
- Uatu aparece en Avengers Assemble con la voz de Clancy Brown.[48] Hace un cameo en el episodio "El Día Libre de Hulk", como amigo de Hulk, donde ven un partido de béisbol desde la guarida de Uatu. Él hace una aparición completa en el episodio de la temporada 2 titulado "Thanos Ataca" cuando Thanos llega a su guarida y lanza a Uatu hacia la Torre de los Vengadores. Durante la lucha contra Thanos en el Área Azul de la Luna, Uatu les permite a los Vengadores usar su guarida para averiguar qué necesitan saber sobre Thanos. Cuando Hawkeye pregunta si Uatu tendría un problema con él, Uatu cita "Sólo puedo observar". En el episodio "Un Mundo de Vengadores", Uatu, el Vigilante, observa la lucha entre los Vengadores y el Orden Negro. Cuando Thanos lo nota, le dice a Uatu que se mueva mientras comienza a absorber energía de las computadoras de Uatu.
- Uatu aparece en Hulk and the Agents of S.M.A.S.H., episodio "El Problema con las Máquinas", nuevamente con la voz de Clancy Brown.[48]
- Uatu, llamado simplemente como el Vigilante, aparece en una serie de televisión ambientada en Marvel Cinematic Universe (MCU), con la voz de Jeffrey Wright.[51][48]
  - Apareció por primera vez en la serie de Disney+ What If...?, esta versión sirve como narrador de la serie mientras observa realidades alternativas donde los eventos importantes en la MCU ocurren de manera diferente. En la temporada 1, inicialmente mantuvo su voto de no interferencia, hasta que accidentalmente revela la existencia del multiverso a una versión alternativa del universo de un Ultron potenciado por las Gemas del Infinito y reúne a los Guardianes del Multiverso para atrapar a Ultron en una dimensión de bolsillo. En la temporada 2, apareció al para enviar a Kahhori a casa y a la Capitana Carter, quién le explica sobre el sacrificio del Doctor Strange Supremo. En la temporada final, él descubre que es observado por otros tres Vigilantes que están disgustados con él por haber interferido demasiadas veces y sería castigado, antes ser salvado por Carter, junto con Kahhori, Byrdie y Tormenta. Tras vencer a los Vigilantes y el sacrificio de Carter, el Vigilante (Uatu) junto con Kahhori, Byrdie y Tormenta como las nuevas Vigilantes, seguirán observando más universos alternativos nunca antes vistos.
  - Aparece en el episodio de Yo soy Groot, "Groot and the Great Prophecy", nuevamente con la voz de Wright.[52]
- El Vigilante tiene un cameo sin hablar en el episodio de X-Men '97, "Remember It".[53]

### Videojuegos
- Uatu aparece en ¿Qué pasa si...?, en Modo del videojuego PlayStation Spider-Man, con la voz de Laurence Fishburne.
- Uatu aparece en Marvel: Ultimate Alliance, con la voz de Phil LaMarr.[48] Aunque conserva su voto de no interferencia, rompe este voto cuando el Doctor Doom adquiere el poder de Odin, utilizando sus poderes para salvar a los héroes que se enfrentan a Doom y les proporciona información vital sobre cómo crear un dispositivo que les permita retirarse. Basta del poder de Doom para derrotarlo. Cuando esté en Atillan, Uatu mencionará la historia de los Vigilantes con los habitantes de Prosilicus, y revela que ha sido suspendido por ayudar a los héroes. La voz de Uatu se escucha en el final cuando le dice a los jugadores los diferentes resultados de las misiones secundarias específicas.
- Uatu hace una aparición en la cinemática de apertura de Marvel Heroes, con la voz de Vic Mignogna.[48] Además de su narración, se ve a Uatu tratando de convencer al Doctor Doom de usar los poderes del Cubo Cósmico.
- Uatu aparece en Marvel Super Hero Squad Online. Él es el que recoge los fractales en el juego.
- Uatu es el narrador de Marvel Avengers: Battle for Earth, con la voz de Steven Blum.

### Libros
- Uatu aparece al final de la novela crossover X-Men/Star Trek, Planet X, escrita por Michael Jan Friedman, en la que habla con Q sobre su papel en el reciente viaje de los X-Men a Enterprise-E para ayudar a la tripulación de la nave con una crisis.

### Webcomic
- Uatu fue parodiado en el Webcómic PvP, y vino a la Tierra para observar el juicio de la demanda presentada por Marvel Comics contra los creadores de City of Heroes (de una manera bastante molesta). Al final de la historia (cuando el juez declara un juicio nulo ), Uatu aparece por última vez para mostrar el resultado del caso: Galactus devorando la Tierra.

### Juguetes y colecciones
- En 2004, Bowen Designs lanzó una escultura de busto de Uatu esculpida y diseñada por los Hermanos Kucharek. Esta es la primera vez que un Watcher se convierte en un producto dimensional esculpido.